# Раймундо Ліда
Райму́ндо Лі́да (ісп. Raimundo Lida; нар. 15 листопада 1908, Львів — пом. 20 червня 1979, Кембридж, Массачусетс) — аргентинський і американський філолог-романіст та літературознавець українсько-єврейського походження.

## Біографія
Раймундо Ліду народився 15 листопада 1908 року у Львові. Переїхав до Аргентини разом з батьками у ранньому дитинстві, громадянство отримав лише 1930 року. Навчався в Буенос-Айресі у відомого філолога Амадо Алонсо. З 1936 до 1946 рік він безоплатно обіймав кафедру естетики в Національному університеті Ла-Плати. У 1937—1943 роках — бібліотекар Бібліотеки Центрального банку. У 1939 році він отримав грант від Фонду Ґуґґенгайма. З 1943 року він був редактором Revista de la Universidad de Buenos Aires. Він здобув докторський ступінь у 1943 році в Університеті Буенос-Айреса за свою наукову працю «Краса, мистецтво й поезія в естетиці Сантаяни» (Тукуман, 1943).
У 1947 році він залишив Аргентину та переїхав до Мексики; на запрошення Альфонсо Рейєса поступив на роботу до науково-дослідного інституту літератури та лінгвістики El Colegio de México. Викладав у Національному автономному університеті Мексики. У 1953 році він був призначений наступником Амадо Алонсо в Гарвардському університеті, 1958 року набув громадянство США. З 1968 року він обіймав кафедру Сміта в Гарварді. У 1970 році був обраний членом Американської академії мистецтв і наук.
Раймундо Ліда був братом Марії Рози Ліди де Малкіель. У другому шлюбі був одружений з Деною Лідою.

## Вибрані праці
- Introducción a la estilística romance, por Karl Vossler, Leo Spitzer y Helmut Hatzfeld, Buenos Aires 1932
- El Impresionismo en el lenguaje, Buenos Aires 1936, 3. Auflage 1956
- El Español en Chile, trabajos de Rodolfo Lenz, Andrés Bello y Rodolfo Oroz, Buenos Aires 1940
- Letras hispánicas. Estudios. Esquemas, Mexiko 1958, 1981
- Prosas de Quevedo, Barcelona 1980
- Rubén Darío. Modernismo, Caracas 1984
- Estudios Hispánicos, Mexiko 1988